# Radballclub Winterthur
Der Radballclub Winterthur ist ein am 7. September 2012 gegründeter Radballclub aus Winterthur. Er stellt einen Zusammenschluss des bisher eher am Breitensport orientierten ATB Winterthur (gegründet 1906) und der mehr am Spitzensport orientierten Radballsektion des RV Winterthur (Sektion gegründet 1910) dar. Der erste gewählte Präsident war der bisherige ATB-Vorsitzende Thomas Reist. Der neu gegründete Verein ist nach dem RMV Altdorf und RMV Mosnang der drittgrösste Radballverein der Schweiz.
Der Verein übernahm ab der Saison 2013 alle Teams der beiden Gründervereine und bestritt unter anderem mit einem NLA-Team (Marcel Waldispühl/Peter Jiricek) und zwei NLB-Teams die neue Saison. Auch der Löwencup und das Albaniturnier wurden neu vom RC Winterthur ausgerichtet. Das zweite NLB-Team stieg in der Saison 2014 jedoch ab. Das NLA-Team erreichte 2014 den 3. Platz.
Die Spitzenmannschaft des RC Winterthur, Marcel Waldispühl/Peter Jiricek, bestritt 2016, nach einer ungewöhnlich schwachen Saison 2015, in der sie das Weltcup-Finalturnier nicht erreichten, ihr letztes gemeinsames Wettkampfjahr. Im Februar gewannen sie erstmals den Schweizer Cup. In Osaka errangen sie im Juli 2016 ihren siebten gemeinsamen Weltcupsieg.